# 三戸公
三戸 公（みと ただし、1921年12月17日 - 2022年10月18日）は、日本の経営学者。立教大学名誉教授、中京大学名誉教授。
企業の経済学的研究の枠を超えた「人としての経営学」の確立と体系化を行うとともに、日本労務学会会長、経営哲学学会会長、経営学史学会会長等も歴任し、日本の経営学研究の発展に大きく貢献した。

## 人物・略歴
山口県生まれ。1949年九州大学法文学部卒。在学中は馬場克三に師事。1955年熊本商科大学助教授、1956年同志社大学商学部助教授。
1961年立教大学経済学部助教授、1963年から1965年まで経営学科長を務める。1966年「個別資本論序説」で九州大学より経済学博士の学位を取得。1970年立教大学経済学部教授。
立教大学経済学部および大学院経済学研究科においては、経営学総論、経営学原理論、経営学方法論の講義を担当し、講義やゼミで学生教育に情熱をもってあたるとともに、外国人留学生を含む多くの研究者の育成・指導に努めた。
1987年立教大学を定年退職、名誉教授、中京大学教授、2000年退職、名誉教授。日本労務学会会長、経営哲学学会会長、経営学史学会会長を歴任。
三戸の研究は、わが国独自の経営学研究の方法である個別資本論に立脚して、独占的企業の資本運動の批判的考察からはじめられたが、次第に人間の協働関係としての経営や組織体における個人と組織の問題に焦点を据え、企業の経済学的研究の枠を超えて「人としての経営学」の確立と体系化に傾注した。こうした研究業績は「三戸経営学」と呼ばれる体系と内容を持ち、多くの著作とともにわが国の経営学研究における高峰の一つとして確固たる位置をしめている。また、1986年の国際経営学会大会に日本経営学会代表として参加するなど、国際会議や国際シンポジウムに再三にわたり参加し、わが国の経営学研究の国際化や日本的経営の普及にも努めた。
ドラッカー研究者としても知られ、1971年には、『ドラッカー 自由・社会・管理』を出版し、ドラッカー理論体系を包括的な理論として再構成する画期をなす研究を行い、ドラッカー理論は規範・理論・政策という統合的・包括的理論体系の「グローバルな理論」へと展開されていくこととなった。2011年には『ドラッカー、その思想』を出版するなど、永きに渡り真摯に研究を進めた。
1977年『公と私』で毎日出版文化賞受賞、1982年『財産の終焉』、1991年『家の論理』で経営科学文献賞受賞。
2022年10月18日、死去。100歳没。

## 著書
- 装置工業論序説 有斐閣 1957
- 個別資本論序説 経営学批判 森山書店 1959
- 経営学講義 未来社 1964
- 経営学史 世界書院 1965 (現代経営学双書)
- アメリカ経営思想批判 現代大企業論研究 未来社 1966
- ドラッカー 自由・社会・管理 未来社 1971
- 官僚制 現代における論理と倫理 未来社 1973
- 公と私 未来社 1976
- 人間の学としての経営学 産業能率短期大学出版部 1977.1 「現代の学としての経営学」講談社学術文庫
- 経営学 同文館出版 1978.1
- 自由と必然 わが経営学の探究 文真堂 1979.4 (文真堂現代経営学選集 別巻)
- 日本人と会社 中央経済社 1981.5
- 財産の終焉 組織社会の支配構造 文真堂 1982.10
- 会社ってなんだ 日本人が一生すごす「家」 光文社 1984.3 (カッパ・ブックス)
- 恥を捨てた日本人 民主主義と<家>の論理 未来社 1987.3
- 家の論理 第1-2巻 文真堂 1991.6
- 随伴的結果 管理の革命 文真堂 1994.6
- 「家」としての日本社会 有斐閣 1994.11
- 科学的管理の未来 マルクス、ウェーバーを超えて 未來社 2000.11
- 管理とは何か テイラー、フォレット、バーナード、ドラッカーを超えて 文眞堂 2002.6
- ドラッカー、その思想 文眞堂 2011

## 共著・共編
- アメリカ労務学説研究 海道進共編 未来社 1968
- 大企業における所有と支配 正木久司、晴山英夫共著 未来社 1973
- ドラッカー新しい時代の予言者 <経済人の終焉>から<傍観者の時代>まで 上田鷙、齋藤貞之、麻生幸、晴山俊雄共著 有斐閣新書 1979
- フォレット 榎本世彦共著 同文館出版 1986.2 (経営学 人と学説)
- 環境破壊 社会諸科学の応答 佐藤慶幸共編著 文真堂 1995.5

## 翻訳
- 賃銀論集 分益制・割増賃銀制 タウン、ハルセー、ローワン 鈴木辰治、上田鷙共訳 未来社 1967
- 権力につかえる人々 産学協同批判 L.バーリッツ 米田清貴共訳 未来社 1969
- 組織行動の原理 動態的管理 M.P.フオレット 米田清貴共訳 未来社 1972
- メアリー・パーカー・フォレット:管理の予言者 ポウリン・グラハム編 坂井正廣と監訳 文眞堂 1999.5
- 科学的管理 F.W.テイラーの世界への贈りもの J.-C.スペンダー、H.J.キーネ 小林康助と監訳 文眞堂 2000.5
- 創造的経験 M.P.フォレット著 齋藤貞之、西村香織、山下剛と監訳 文眞堂 2017